# Universidad Metropolitana de Toronto
La Universidad Metropolitana de Toronto (TMU; en inglés: Toronto Metropolitan University), anteriormente conocida como Universidad de Ryerson (RU; en inglés: Ryerson University), es una universidad pública de investigación canadiense en Toronto, Ontario. Su campus urbano rodea la plaza Yonge-Dundas, situada en una de las intersecciones más concurridas del centro de Toronto.

## Instalaciones y formación
La universidad tiene su origen en 1948, cuando se creó el Ryerson Instute of Technology que trató de acoger a los jóvenes que habían vuelto de la guerra mundial y ofrecerles una formación para el trabajo. 
La mayoría de sus edificios se encuentran en las manzanas al noreste de la plaza Yonge-Dundas en el Garden District de Toronto. La escuela de negocios de TMU, Ted Rogers School of Management, está en el extremo suroeste de la plaza Yonge-Dundas, situada en Bay Street, ligeramente al norte del Distrito Financiero de Toronto y anexa al Toronto Eaton Centre. La universidad se ha expandido sustancialmente en los últimos años con nuevos edificios como el Mattamy Athletic Centre, en el histórico Maple Leaf Gardens arena, antiguo hogar de los Toronto Maple Leafs. Los servicios de administración de la universidad también se encuentran en 1 Dundas y 495 Yonge Street. La universidad está compuesta por 44.400 estudiantes de pregrado, 2.950 estudiantes de postgrado, y 12.000 estudiantes de formación continua. TMU ocupa el cuarto lugar en Ontario y el décimo en Canadá por número de estudiantes matriculados.
La Universidad Metropolitana de Toronto alberga la mayor escuela de negocios de Canadá, la Ted Rogers School of Management, y la tercera mayor escuela de ingeniería de Canadá, la Facultad de Ingeniería y Ciencias Arquitectónicas, así como la Facultad de Artes, la Facultad de Comunicación y Diseño, la Facultad de Servicios Comunitarios y la Facultad de Ciencias.
En 2017, la universidad fue aprobada por la Federation of Law Societies of Canada para comenzar a trabajar en el establecimiento de una Facultad o Escuela de Derecho centrada en la justicia social y la innovación. La escuela será la tercera escuela de derecho de Toronto después de la Osgoode Hall Law School y la Facultad de Derecho de la Universidad de Toronto.
Además de ofrecer programas de licenciatura y postgrado a tiempo completo y parcial que conducen a títulos de licenciatura, maestría y doctorado, la universidad también ofrece títulos a tiempo parcial, educación a distancia y certificados a través de la Escuela de Educación Continua G. Raymond Chang.